# Mark Lewis-Francis
Mark Lewis-Francis, född 4 september 1982 i Darlaston i England, är en brittisk friidrottare (sprinter). 
Lewis-Francis sågs länge som en större talang än de jämnåriga löparna Asafa Powell och Tyson Gay men han har inte utvecklats i samma takt. Trots det är han idag en av Storbritanniens och Europas främsta 100-meterslöpare, bland annat olympisk mästare 2004 i stafett. Lewis-Francis 185 centimeter lång och väger 86 kilogram.

## Löparkarriär

### Individuellt
Som 19-åring chockade Lewis-Francis många då han vann sin VM-kvartsfinal på 9,97. Tiden skulle ha inneburit juniorvärldsrekord men till följd av avsaknaden av vindnotering godkändes ej rekordet (stark medvind misstänktes). Trots det vittnade tiden om att den unge britten gick en lysande framtid till mötes. Lewis-Francis sågs vid denna tid som en större talang än Asafa Powell, Justin Gatlin och Tyson Gay (födda samma år, Lewis-Francis hade tidigare vunnit Junior-VM före dem) men han har sedan dess inte utvecklat sin löpning lika väl som dessa tre (ehuru Gatlin missbrukade anabola steroider).
Lewis-Francis har i Storbritannien fått kritik för att han är hemkär, många har föreslagit en flytt till Amerika för bättre sprintträning då Lewis-Francis stangerat i utvecklingen men han har vägrat att flytta. År 2005 lämnade han till sist Birmingham och flyttade till Eton och en ny tränare. Lewis-Francis främsta merit individuellt är alltjämt segern på 100 meter i Junior-VM 1999 i polska Bydgoszcz.

### Stafett
Lewis-Francis har de senaste åren vanligen iklätt sig rollen som slutlöpare i det brittiska stafettlaget på 4x100 meter. Hans största ögonblick i karriären hittills, och landets största ögonblick någonsin på 4x100 meter, inträffade 28 augusti 2004 i Aten i OS-finalen över 4x100 meter. Det brittiska laget växlade för tredje gången (Devonish till Lewis-Francis) två meter före storfavoriterna Förenta Staterna med dåvarande världsrekordinnehavaren Maurice Greene på sista sträckan. Lewis-Francis överträffade alla förväntningar och höll undan för Greene, varigenom Storbritannien vann guldet på tiden 38,07, mot amerikanernas 38,08 (Nigeria vann bronset på 38,23).
Lika lyckosam var inte Lewis-Francis i stafetten vid VM 2007. Lewis-Francis gick ut på sista sträckan jämsides med Förenta Staternas Leroy Dixon men kunde inte hålla jämna steg med denne, utan han tvingades släppa även Jamaicas Asafa Powell förbi sig. Därmed fick britterna, och Lewis-Francis, bronset på samma sätt som från VM 2005.

## Droger
Lewis-Francis vann silver på 60 meter vid Inomhus-EM i Madrid 5 mars 2005. Dock fråntogs han medaljen sedan han testat positivt för cannabis. Den brittiska olympiska kommittén utestängde därför Lewis-Francis från all vidare tävlan i olympiska sammanhang. Det brittiska friidrottsförbundet gjorde emellertid en annan bedömning, de godtog att han brukat drogen i annat syfte än prestationsförhöjande, varför han tillåts tävla åter.

## Medaljer
Guld
- OS 2004: 4x100 meter (Storbritannien: (Gardener, Campbell, Devonish och Lewis-Francis, 38,07)

Brons
- VM 2005: 4x100 meter (Storbritannien: Gardener, Devonish, Malcolm och Lewis-Francis, 38,27)
- VM 2007: 4x100 meter (Storbritannien: Malcolm, Pickering, Devonish och Lewis-Francis, 37,90)

## Personliga rekord
- 100 meter: 10,04, Saint-Denis (Paris), Frankrike, 5 juli 2002
- 200 meter: 20,94, Tallahassee, Florida, 13 april 2002